# 長城警察署
長城警察署（チャンソンけいさつしょ）は、全南地方警察庁所管の警察署である。

## 管轄区域
- 長城郡

## 沿革
- 1945年10月21日 - 開署。
- 1996年7月1日 - 南面三台里を光州光山警察署に移管。
- 2005年8月1日 - 南面三台里を光州光山警察署から戻す。

## 組織
- 警務課
- 生活安全交通課
- 捜査課
- 情報保安課

## 管轄派出所
- 森渓派出所
- 北一派出所
- 北二派出所
- 邑内派出所
- 北下派出所
- 森西派出所
- 珍南派出所

## 管轄治安センター
- 黃龍治安センター
- 西三治安センター
- 東化治安センター
- 北上治安センター
- 珍原治安センター